# Georg Friedrich von Reichenbach
Georg Friedrich von Reichenbach (24 de agosto de 1771-21 de mayo de 1826) fue un fabricante de instrumentos científicos alemán, cuyos círculos meridianos se convirtieron en un instrumento imprescindible en los observatorios astronómicos de la época. 

## Primeros años
Reichenbach nació en Durlach, Baden, en 1771. Su padre era un maestro mecánico, experto en la perforación de las bocas de los cañones. La familia se mudó a Mannheim cuando Reichenbach tenía dos años de edad, donde su padre comenzó a dirigir una fábrica de mecanizado de cañones. Con 14 años de edad fue admitido en la Escuela Militar de Mannheim, donde conoció al astrónomo del Observatorio de Mannheim. Durante su instrucción militar tuvo conocimiento de diversos instrumentos matemáticos, dedicándose a reproducirlos en el taller de su padre. El Director del Observatorio envió un sextante fabricado por Reichenbach al conde Rumford.
Con 19 años, recibió una subvención de 500 gulden para un viaje a Londres, con cartas de presentación dirigidas a los ingenieros James Watt y Matthew Boulton. Su primera visita a Inglaterra duró del 1 de junio de 1791 a enero de 1792, cuando regresó por poco tiempo a Alemania antes de volver de nuevo a Inglaterra. Realizó dibujos del motor de vapor de Watt, a pesar de los intentos del inventor por mantenerlo en secreto. También trabajó como ingeniero en una fundición y estudió las técnicas de fabricación de instrumentos en Gran Bretaña .
Regresó a Alemania en mayo de 1793, planteando mejoras en los talleres militares de Mannheim y Múnich con la ayuda de su padre.

## Fabricante de instrumentos
En 1796 se trasladó a Múnich, donde comenzó a construir sus famosos instrumentos científicos (incluyendo una máquina de precisión para marcar divisiones uniformes), mientras que llevaba a cabo sus tareas militares, como la invención de un fusil de retrocarga que no llegó a popularizarse.
En 1804, con Joseph Liebherr y Joseph Utzschneider, fundó un negocio de fabricación de instrumentos científicos en Múnich y desde 1807 en adelante se ocupó cada vez más de los problemas técnicos implicados en la construcción de los citados instrumentos científicos. En 1809 creó con Joseph von Fraunhofer y Utzschneider un taller de trabajos ópticos en Benediktbeuern, posteriormente trasladado a Múnich en 1823.
En 1811 pidió su baja del ejército para dedicarse por completo a su trabajo científico y en 1814 se retiró de las dos compañías en las que había participado, fundando con T. L. Ertel una nueva compañía de óptica, de la que a su vez se retiró en 1821, el mismo año que obtuvo una mención de ingeniería del gobierno de Baviera. Murió en Múnich el 21 de mayo de 1826. Está enterrado en el cementerio Alterar Südfriedhof de Múnich.

## Círculo meridiano
El principal logro de Reichenbach fue la introducción en los observatorios de los círculos meridianos, dispositivos que combinan el localizador de tránsitos y el círculo mural en un solo instrumento. Esta idea ya había sido materializada por Ole Rømer alrededor de 1704, pero no había sido adoptada por nadie más, a excepción del círculo de tránsito construido por Edward Troughton para Stephen Groombridge en 1806. El círculo de tránsito en la forma que le dio Reichenbach poseía una circunferencia finamente graduada, sujeta mediante unos radios a un eje horizontal. El ángulo cenital del telescopio cuando se apuntaba hacia el sol en el momento de su paso por el meridiano, era leído mediante cuatro nonios en una "alidada", cuya horizontal de referencia se ajustaba mediante un nivel de burbuja. El instrumento pasó a ser casi inmediatamente de uso universal en casi toda Europa (el primero de estos círculos fue fabricado para Friedrich Bessel en 1819), pero en Inglaterra el círculo mural y el instrumento de tránsito se siguieron utilizando todavía durante muchos años.

## Eponimia
- El cráter lunar Reichenbach lleva este nombre en su memoria.[1]